# Stanisław Ignacy Wybranowski
Stanisław Ignacy Wybranowski herbu Poraj – stolnik lubelski w latach 1784–1792, podczaszy lubelski w latach 1780–1784, podstoli lubelski w latach 1779–1780, cześnik lubelski w 1779 roku, łowczy lubelski w latach 1777–1779, wojski większy lubelski w latach 1775–1777, miecznik lubelski w latach 1771–1775, wojski mniejszy lubelski w latach 1770–1771, skarbnik lubelski w latach 1726–1780.
Był posłem województwa lubelskiego na Sejm Czteroletni w 1788 roku.  Sędzia sejmowy ze stanu rycerskiego z Prowincji Małopolskiej w 1791 roku. Konsyliarz konfederacji generalnej koronnej w konfederacji targowickiej.